# Hector David Jr
Hector David Jr (né le 10 juillet 1989 à New Haven dans le Connecticut) est un acteur américain. Il est surtout connue pour avoir incarné Mike dans les Power Rangers Samuraï et les Power Rangers Super Samuraï.

## Filmographie partielle
- 2011 - 2012 : Power Rangers : Samurai : Mike (46 épisodes)
- 2014 : Power Rangers : Super Megaforce : Mike (1 épisode)
- 2015 : The Sand de Isaac Gabaeff : Vance
- 2013 : East Los High : Cristian Camacho (26 épisodes)
- 2024: The merry gentlemen: Ricky

## Clip Vidéo
- 2015 : Little Mix - Love Me Like You